# Мускрон
Мускрон (фр. Mouscron) је општина у Белгији у региону Валонија у покрајини Ено. Према процени из 2007. у општини је живело 53.174 становника.

## Становништво
Према процени, у општини је 1. јануара 2015. живело 57.068 становника.
| 1984. | 2000. | 2010. | 2015. |
| ----- | ----- | ----- | ----- |
| 54315 | 52492 | 54651 | 57068 |

## Партнерски градови
- Лијевен
- Бери (Велс)
- Туркоан Фекан
- Општина Миеркуреа Ниражулуј